# Danîci, Ripkî
Danîci (în ucraineană Даничі) este localitatea de reședință a comunei Danîci din raionul Ripkî, regiunea Cernihiv, Ucraina.

## Demografie
Componența lingvistică a localității Danîci
     Ucraineană (95,95%)
     Rusă (4,05%)
Conform recensământului din 2001, majoritatea populației localității Danîci era vorbitoare de ucraineană (95,95%), existând în minoritate și vorbitori de rusă (4,05%).